# Joan Sims
Joan Sims (9 de mayo de 1930-28 de junio de 2001) fue una actriz inglesa recordada por sus papeles en los filmes de la serie Carry On, así como por su papel de Madge Hardcastle en As Time Goes By.

## Biografía

### Primeros años
Su verdadero nombre era Irene Joan Marion Sims, y nació en Laindon, Inglaterra. Su padre era el jefe de estación de la localidad. El primer interés de Sims por la interpretación se debió a vivir en la estación de ferrocarril, haciendo actuaciones para los pasajeros en espera. Acabó interesándose por el mundo del espectáculo, y en su adolescencia pronto se hizo una figura familiar en un número creciente de producciones locales. 
En 1946 Sims se presentó a la RADA sin éxito. Su primera prueba incluía una interpretación de Winnie the Pooh. Sí fue admitida en la PARADA, escuela preparatoria de la academia y, finalmente, al cuarto intento, Joan entró en la RADA, graduándose en 1950, a los 19 años de edad.
Sims Actuó en varias farsas con Brian Rix en el Teatro Aldwych, pero la revista era el medio adecuado para Sims. En 1958 consiguió un papel en la obra de Peter Coke Breath of Spring, estrenada en el Teatro Cambridge en marzo y transferida al Duke of Cork en agosto, manteniéndose en cartel hasta abril del año siguiente. 

### CarreraCarry On(1959-1978)
Sims hizo su primera interpretación para el cine en Will Any Gentleman?, con George Cole en 1953, tras la que siguió Trouble in Store con Norman Wisdom. En 1954 hizo un cameo en Doctor in the House, junto a Dirk Bogarde. Sims se hizo una regular en la serie de filmes Doctors, producida por Betty Box, y gracias a ello fue tomada en cuenta por el esposo de Box, el productor Peter Rogers.
Pocos años después, en 1958, Sims recibió un guion de Peter Rogers, Carry On Nurse. El film Carry On Sergeant había sido un éxito de taquilla, y en otoño de ese año Rogers y el director Gerald Thomas planeaban continuar con otras películas. 
Primero trabajó en Carry On Nurse, y después en Carry On Teacher, Carry On Constable y Carry On Regardless, lo cual selló su futuro como actriz regular de la serie Carry On. A causa de una enfermedad, Dilys Laye la sustituyó en Carry On Cruising. Sin embargo, Sims volvió al equipo con Carry On Cleo. 
Tras el éxito de Carry On Cleo, continuó con la serie hasta el último de los títulos originales, Carry On Emmannuelle, habiendo actuado en un total de 24 filmes. Sin embargo, no participó en el film Carry On Columbus, en 1992.

### Carrera musical
En 1963 Sims hizo varias grabaciones musicales. Cuatro de las canciones fueron Hurry Up Gran, Oh Not Again Ken, Spring Song y Men. Todas fueron grabadas con el legendario productor de The Beatles George Martin, antes de que se hiciera famoso gracias al grupo. Ninguno de los temas llegó a ser un éxito.
Sims también formó parte del reparto que grabó The Lord Chamberlain Regrets en 1961.

### Vida personal
Sims, al igual que su compañero en Carry On Kenneth Williams, nunca se casó. Williams, que era homosexual, propuso a la actriz un matrimonio de conveniencia, lo cual ella rechazó. Desde 1958, vivió tres años con el actor Tony Baird pero, tras conocer sus padres la situación, la actriz finalizó la relación, dedicándose a partir de entonces únicamente a su trabajo.

### Carrera posterior
Tras finalizar la serie Carry On en 1978, Sims continuo trabajando en televisión.
Actuó con Katharine Hepburn y Sir Laurence Olivier en el telefilm de 1975 Love Among the Ruins, y tuvo un papel recurrente como Gran en la serie de la BBC Till Death Us Do Part.
En 1986 Sims intervino en la serie de ciencia ficción de la BBC Doctor Who, en el episodio The Trial of a Time Lord: The Mysterious Planet, interpretando a Katryca. También fue Miss Murgatroyd en A Murder is Announced, una adaptación con Miss Marple como protagonista, Betsy Prig en Martin Chuzzlewit, basada en la obra de Charles Dickens, y Lady Fox-Custard en Simon and the Witch.
Otro de sus papeles fue el de Mrs Wembley en la serie de humor de la BBC On the Up, protagonizada por Dennis Waterman y emitida entre 1990 y 1992. A partir de 1994 fue Madge Hardcastle, madrastra del personaje interpretado por Geoffrey Palmer en As Time Goes By.
En el año 2000 actuó en la película The Last of the Blonde Bombshells como Betty.  
Sims también participó en episodios de Only Fools and Horses y The Goodies, además de hacer una actuación como artista invitada en un show de Victoria Wood.

### Últimos años
En sus últimos años, Sims estuvo afectada de depresión. La enfermedad se agravó con el fallecimiento de su agente, Peter Eade, su mejor amiga, Hattie Jacques, y su madre, todas ellas en un período de dos años, a causa de lo cual cayó en el alcoholismo. Además, Sims sufrió en 1999 una parálisis facial periférica, y en 2000 se fracturó una cadera, aunque se recuperó bien. Sin embargo, el alcoholismo se acentuó y empezó a dominar su vida."
Para tratarse se le propuso ingresar en un centro de rehabilitación, pero decidió ser ella la que controlara su vida. Se le ofreció la oportunidad de escribir su autobiografía, a la vez que actuaba en el telefilm de la BBC The Last of the Blonde Bombshells junto a Judi Dench y Olympia Dukakis, con lo cual se encontró con un período pleno de trabajo que supuso para Sims una gran felicidad personal.

## Fallecimiento
Sims ingresó en el hospital en noviembre de 2000, y las complicaciones de una operación rutinaria hicieron que entrara en coma. Falleció el 28 de junio de 2001 en Londres, Inglaterra, acompañada por su amiga Norah Holland. Fue incinerada en el Crematorio Putney Vale, y sus cenizas esparcidas en el lugar.